# Стрілянина в Жоншере
Стрілянина в Жоншере (2 серпня 1914) — перша збройна сутичка між невеликими підрозділами французької та німецької армії, що сталася ще до офіційного початку Першої світової війни.

## Історія
2 серпня 1914 року близько 6:00 ранку кавалерійський патруль кайзерівської армії на чолі з лейтенантом Альбертом Маєром нелегально перетнув німецько-французький кордон у районі містечка Жоншере та заглибився на французьку територію. Не зустрічаючи ніяких військ патруль просувався французькою землею. Німецький офіцер не знав, що командування французької армії віддало наказ для запобігання провокацій з боку німців, відвести свої війська на відстань до 10 км від державного кордону в Ельзасі та Лотарингії.
За ранок німецький кінний патруль двічі вступав у перестрілку з піхотинцями сусідньої країни. О 09:50 Маєр шаблею вдарив французького чатового на в'їзді до Жоншере, але дивом не завдав йому поранень.
Французький капрал Жюль-Андре Пежо снідав з чотирма іншими солдатами, коли донька власника дому побачила німців і з криками «Прусаки! Прусаки їдуть!» забігла до дому.
Близько 10 годин, Ж. Пежо зі своїми товаришами вирушив назустріч німцям, намагаючись їх заарештувати за порушення державного кордону. Побачивши французьких солдатів, Маєр негайно відкрив по них вогонь і влучив у капрала. Той, падаючи встиг вистрілити у відповідь. Співслужбовці Пежо також відкрили вогонь по патрулю. У сутичці, що сталася лейтенант Маєр був вбитий на місці, Пежо дотягнули до дому, де вони були розквартировані, де мой о 10:37 від отриманих поранень помер. Ще три німці отримали поранень, один втік, переховувався у лісі, доки не був спійманий через декілька днів. Один з німецьких вершників зник безвісти, й ще два спромоглися добратися до своїх військ.
Наступного дня, 3 серпня 1914 року, Німецька імперія оголосила війну Французькій республіці.